# Bill McKinney
William Denison McKinney, noto come Bill McKinney (Chattanooga, 12 settembre 1931 – Los Angeles, 1º dicembre 2011), è stato un attore statunitense.

## Biografia
Caratterista di lungo corso, è principalmente noto per il ruolo del montanaro che, in Un tranquillo weekend di paura (1972) di John Boorman, sodomizza Ned Beatty in una cruda scena rimasta celebre e per la partecipazione a diverse pellicole western, un paio delle quali dirette da Clint Eastwood, attore con il quale ha condiviso più volte il set. Specializzatosi in ruoli negativi, grazie al piglio da duro e lo sguardo severo, ha lavorato con molti grandi registi soprattutto nella prima metà degli anni settanta. Tra questi si segnalano Sam Peckinpah e John Huston. L'attore, all'inizio accreditato talvolta come "William McKinney", è morto il 1º dicembre 2011 a 80 anni per un tumore all'esofago.

## Filmografia parziale

### Cinema
- Un tranquillo weekend di paura (Deliverance), regia di John Boorman (1972)
- L'ultimo buscadero (Junior Bonner), regia di Sam Peckinpah (1972)
- L'uomo dai 7 capestri (The Life and Times of Judge Roy Bean), regia di John Huston (1972)
- Cleopatra Jones: licenza di uccidere (Cleopatra Jones), regia di Jack Starrett (1973)
- Organizzazione crimini (The Outfit), regia di John Flynn (1973)
- Una calibro 20 per lo specialista (Thunderbolt and Lightfoot), regia di Michael Cimino (1974)
- Perché un assassinio (The Parallax View), regia di Alan J. Pakula (1974)
- Io non credo a nessuno (Breakheart Pass), regia di Tom Gries (1975)
- Il texano dagli occhi di ghiaccio (The Outlaw Josey Wales), regia di Clint Eastwood (1976)
- Cannonball, regia di Paul Bartel (1976)
- Il pistolero (The Shootist), regia di Don Siegel (1976)
- Valentino, regia di Ken Russell (1977)
- L'uomo nel mirino (The Gauntlet), regia di Clint Eastwood (1977)
- Filo da torcere (Every Which Way but Loose), regia di James Fargo (1978)
- Carny - Un corpo per due uomini (Carny), regia di Robert Kaylor (1980)
- Fai come ti pare (Any Which Way You Can), regia di Buddy Van Horn (1980)
- Bronco Billy, regia di Clint Eastwood (1980)
- Uragano di fuoco (St. Helens), regia di Ernest Pintoff (1981)
- Un ragazzo chiamato Tex (Tex), regia di Tim Hunter (1982)
- Rambo (First Blood), regia di Ted Kotcheff (1982)
- Due vite in gioco (Against All Odds), regia di Taylor Hackford (1984)
- Pink Cadillac, regia di Buddy Van Horn (1989)
- Ritorno al futuro - Parte III (Back to the Future Part III), regia di Robert Zemeckis (1990)
- Scappo dalla città 2 (City Slickers II: The Legend of Curly's Gold), regia di Paul Weiland (1994)
- Il miglio verde (The Green Mile), regia di Frank Darabont (1999)
- Looney Tunes: Back in Action, regia di Joe Dante (2003)
- Undertow, regia di David Gordon Green (2004)
- Le regole del gioco (Lucky You), regia di Curtis Hanson (2007)
- Pride and Glory - Il prezzo dell'onore (Pride and Glory), regia di Gavin O'Connor (2008)
- Come lo sai (How Do You Know), regia di James L. Brooks (2010)

### Televisione
- Uno sceriffo a New York (McCloud) – serie TV (1970)
- I nuovi medici (The Bold Ones: The New Doctors) – serie TV (1970)
- Due onesti fuorilegge (Alias Smith and Jones) – serie TV (1971-1972)
- Ironside – serie TV (1973)
- Colombo (Columbo) - serie TV, episodio 3x07 (1974)
- Baretta – serie TV (1975)
- La signora in giallo (Murder, She Wrote) - serie TV, episodio 2x15 (1986)
- Baywatch – serie TV (1992)
- Presenze aliene (It Came from Outer Space II), regia di Roger Duchowny - film TV (1996)

## Doppiatori italiani
Nelle versioni in italiano delle opere in cui ha recitato, Bill McKinney è stato doppiato da:
- Luciano De Ambrosis in Una calibro 20 per lo specialista, Il pistolero
- Rino Bolognesi in Un tranquillo weekend di paura
- Renato Cominetti in Cleopatra Jones: licenza di uccidere
- Carlo Hintermann in Il texano dagli occhi di ghiaccio
- Giancarlo Padoan in L'uomo nel mirino
- Paolo Poiret in Starsky & Hutch
- Paolo Lombardi in Bronco Billy
- Daniele Tedeschi in Rambo
- Francesco Vairano in Ritorno al futuro - Parte III
- Sandro Sardone in Scappo dalla città 2
- Glauco Onorato in Il miglio verde
- Marco Pagani in Undertow